# 黄花夜香树
黄花夜香树（学名：Cestrum aurantiacum），为茄科夜香树属下的一个植物种。